# Thanh trừng

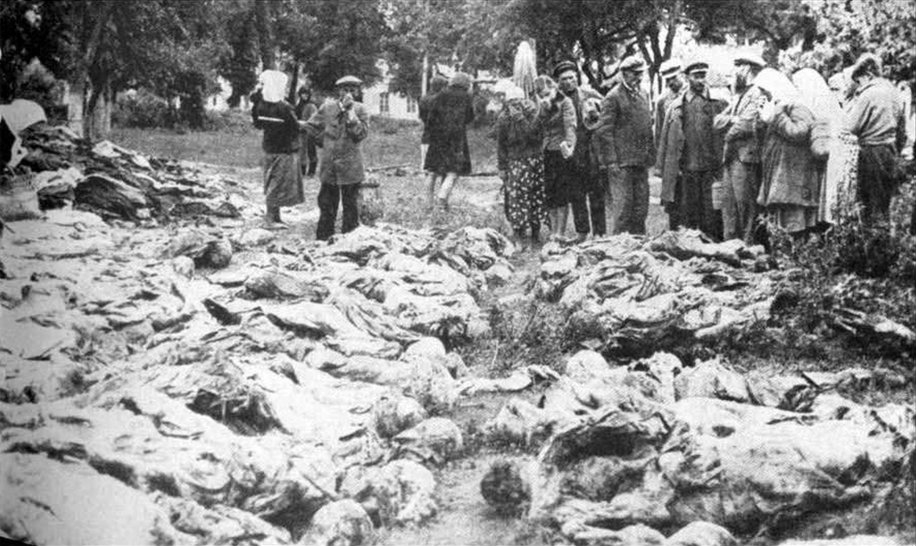
Người dân Vinnytsia tìm kiếm thi thể người nhà sau cuộc Đại thanh trừng tại Liên Xô (1936–1938)

Trong lịch sử, tôn giáo và chính trị học, thanh trừng là hành động cách chức hoặc hành quyết những người bị coi là không mong muốn của những người nắm quyền từ chính phủ, tổ chức khác, lãnh đạo nhóm của họ hoặc toàn xã hội. Một nhóm thực hiện nỗ lực như vậy được coi là tự thanh trừng. Các cuộc thanh trừng có thể diễn ra dưới hình thức bất bạo động hoặc bạo lực. Trong trường hợp bất bạo động, mục tiêu thường đơn giản là cách chức những người bị thanh trừng, trong khi với hình thức bạo lực, những người bị thanh trừng sẽ bị bỏ tù, lưu đày hoặc giết.

## Đặc điểm
Trong các vụ thảm sát Thượng Hải (1927) và Đêm của những con dao dài (1934), việc lãnh đạo của một đảng chính trị chống lại một bộ phận hoặc nhóm cụ thể trong đảng và thủ tiêu các thành viên của đảng thường được gọi là "thanh trừng". Trong khi đó, các sự kiện trục xuất hàng loạt với lý do phân biệt chủng tộc và bài ngoại, như Sự kiện trục xuất người Tatar Krym (1944), thì không phải là "thanh trừng".
Mặc dù các cuộc thanh trừng đột ngột và bạo lực thường đáng chú ý, hầu hết các cuộc thanh trừng không liên quan đến hành quyết hoặc bỏ tù ngay lập tức, ví dụ như các cuộc thanh trừng lớn định kỳ của Đảng Cộng sản Tiệp Khắc trên cơ sở của sự thờ ơ hoặc lơ là, hay việc Dịch vụ dân sự Đức thanh trừng người Do Thái và những người bất đồng chính kiến trong những năm 1933–1934. Chủ tịch Mao Trạch Đông và các cộng sự của ông đã thanh trừng phần lớn lãnh đạo của Đảng Cộng sản Trung Quốc, bao gồm cả Chủ tịch nước Lưu Thiếu Kỳ và Tổng Bí thư lúc bấy giờ Đặng Tiểu Bình, từ năm 1966 như một phần của Đại Cách mạng Văn hóa vô sản. Ở các quốc gia theo Tư tưởng Mao Trạch Đông, các bản án thường liên quan đến lao động khổ sai trong các trại laogai và hành quyết. Đặng Tiểu Bình sau đó đã nổi tiếng vì đã trở lại nắm quyền sau nhiều lần bị thanh trừng.